# Märätsalo
Märätsalo är en ö i mellersta delen av sjön Keitele i Finland. Den ligger i sjön Keitele och i kommunen Viitasaari i den ekonomiska regionen  Saarijärvi-Viitasaari och landskapet Mellersta Finland, i den centrala delen av landet, 300 km norr om huvudstaden Helsingfors. Öns area är 43,2 hektar och dess största längd är 1,4 kilometer i sydöst-nordvästlig riktning.